# Potůčník

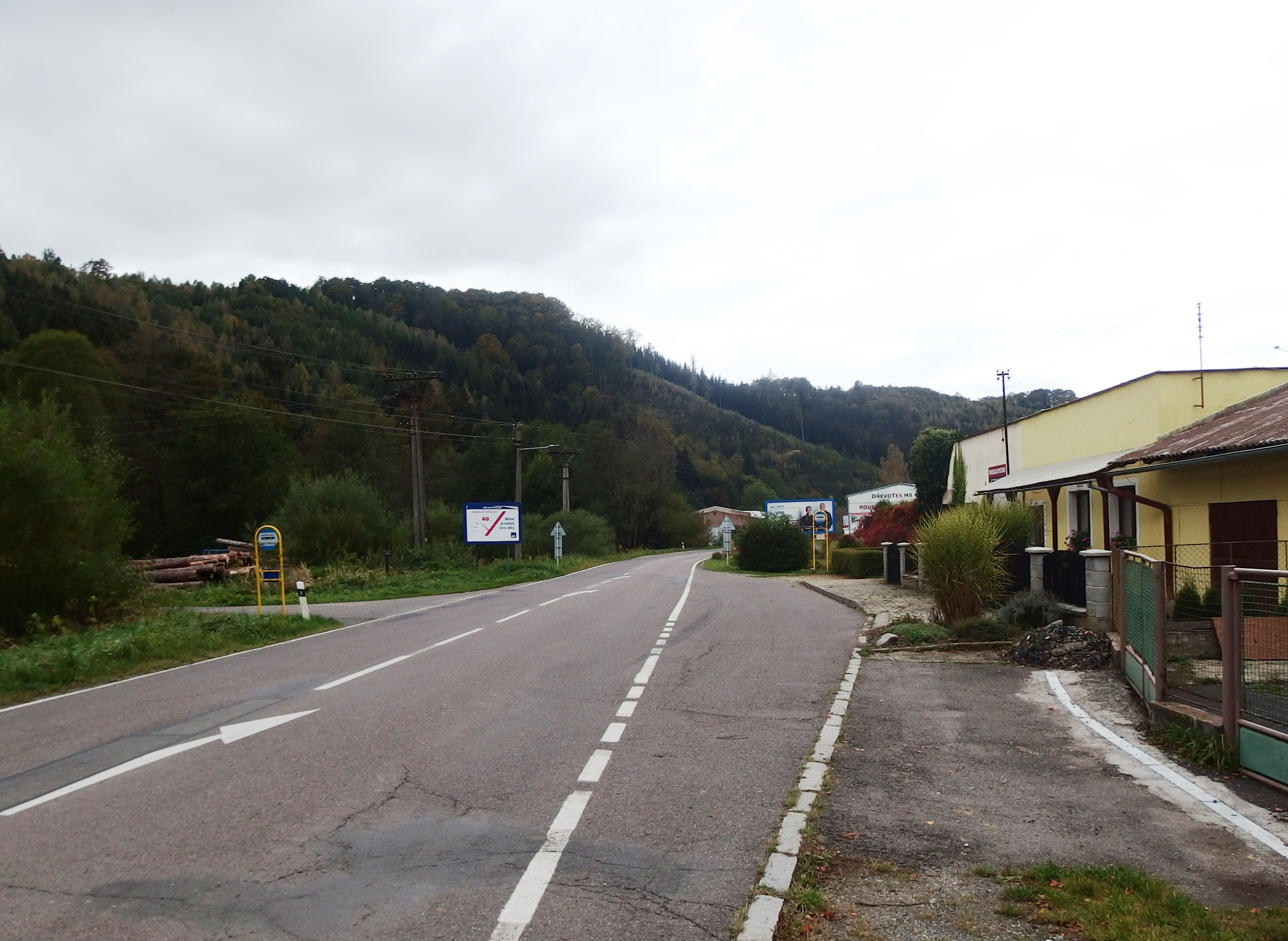
Hanušovice, Kreis Šumperk, Tschechien, Ortsteil Potůčník

Potůčník (deutsch Lauterbach) ist ein Ortsteil der Stadt Hanušovice in Tschechien. Er liegt drei Kilometer östlich von Hanušovice und gehört zum Okres Šumperk.

## Geographie
Potůčník befindet sich linksseitig der Branná (Mittelbordbach) in einem Seitental am Bach Potůčník im Hannsdorfer Bergland. Westlich erhebt sich die Pršná (Lauterberg, 642 m), im Osten der Žárovec (Brandberg, 793 m) und südlich der Křížový vrch (Kreuzberg, 691 m) und der Červený vrch (Rothenberg, 755 m). Nördlich des Dorfes verläuft entlang der Branná die Bahnstrecke von Hanušovice nach Głuchołazy sowie die Staatsstraße von Hanušovice nach Jeseník. Erreichbar ist das Dorf einzig über einen Fahrweg von der Bahnhofssiedlung.
Nachbarorte sind die Bahnhofssiedlung Potůčník im Norden, Pusté Žibřidovice im Nordosten, Horní Bohdíkov im Osten, Žárová im Südosten, Prameny im Süden, Kopřivná im Südwesten, Holba im Westen sowie Hynčice nad Moravou im Nordwesten.

## Geschichte
Luterbach wurde um 1567 gegründet. Die erste schriftliche Erwähnung des zur Herrschaft Velké Losiny gehörigen Dorfes erfolgte 1570. Das Hufenregister von 1677 weist für das Dorf 22 Anwesen aus.
1834 lebten in den 40 Häusern von Lauterbach 251 Menschen. 
Nach der Aufhebung der Patrimonialherrschaften bildete Lauterbach/Hluboké ab 1850 einen Ortsteil der Gemeinde Wüst Seibersdorf im Bezirk Mährisch Schönberg und Gerichtsbezirk Wiesenberg. 1888 nahm die Eisenbahn von Hannsdorf nach Ziegenhals den Betrieb auf. Im Jahre 1890 bestand Lauterbach/Hloboké nach wie vor aus 40 Häusern und hatte 320 Einwohner. 1900 lebten in den nunmehr 41 Häusern 333 Menschen. Im Ort bestand eine einklassige Dorfschule. Zu dieser Zeit begann auch die Verwendung des tschechischen Namens Potůčník. Nach dem Münchner Abkommen wurde der Ort 1938 dem Deutschen Reich zugeschlagen und gehörte bis 1945 zum Landkreis Mährisch Schönberg. Nach dem Zweiten Weltkrieg erfolgte die Vertreibung der deutschen Bewohner. 1949 wurde der Ort als Teil von Pusté Žibřidovice nach Jindřichov eingemeindet und 1953 wurde Potůčník nach Hanušovice umgemeindet. 1950 lebten in dem Dorf nur noch 47 Einwohner in 40 Häusern. Im Jahre 1991 betrug die Einwohnerzahl 111, diese lebten in 16 Häusern. Im Jahre 2001 bestand das Dorf aus 9 Wohnhäusern, in denen 26 Menschen lebten.

## Sehenswürdigkeiten
- Kapelle der heiligen Apostel Johannes und Paulus, geweiht 1893, renoviert 1992–1997 (Einweihung 28. Juni 1997), im Jahre 2007 ausgebrannt, 2014–2015 Brandschäden behoben.
- Hölzerne Wallfahrtskapelle der hl. Anna, nordöstlich des Dorfes in einem bewaldeten Einschnitt, 1991 neu errichtet.